# Groupe Fournier Habitat
Pour les articles homonymes, voir Fournier.
 (octobre 2023).
 (novembre 2023).
Si vous disposez d'ouvrages ou d'articles de référence ou si vous connaissez des sites web de qualité traitant du thème abordé ici, merci de compléter l'article en donnant les références utiles à sa vérifiabilité et en les liant à la section « Notes et références ».
Le groupe Fournier Habitat est une entreprise savoyarde spécialisée dans la fabrication et la commercialisation de meubles de cuisines, de salles de bains et dans l'agencement sur mesure.
Fondée en 1907 par Eugène Fournier en Haute-Savoie, la société Fournier a créé trois enseignes pour ses produits : Mobalpa, Perene et SoCoo'c ainsi qu'une marque pour la salle de bains : Delpha.

## Historique
- 1907 : création de l’atelier d’ébénisterie au lieu-dit « La Cour » à Thônes[2].
- 1943 : création de la société Fournier Frères à Thônes, spécialisée dans la fabrication de meubles.
- 1948 : création de la marque Mobalpa (contraction de "Mobilier des Alpes").
- 1952 : spécialisation dans les meubles de cuisine.
- 1979 : exportation en Suisse, Belgique et Grande-Bretagne.
- 1986 : la société rachète la Savoisienne du Meuble (fabrication de meubles de cuisines) et crée la marque Perene.
- 1990 : construction d’une nouvelle usine de 70 000 m2 à Thônes.
- 1994 : création de la marque de salle de bains Delpha.
- 1997 : la société se diversifie dans le rangement. Création de la société 2MR à Poisy, un fabricant de meubles de rangement.
- 2000 : fusion de Fournier Frères, Société Savoisienne du Meuble et 2MR, pour devenir Fournier SA.
- 2007 : création de la marque SoCoo'c.
- 2015 : à la suite des difficultés de la chaîne Hygena, le groupe Fournier récupère les 125 points de vente de ce réseau pour les intégrer au réseau SoCoo'c[3].

En 2018, le groupe annonce qu'il opte pour une gouvernance duale. La direction générale est alors confiée à Philippe Croset.
- 2022 : annonce de la construction d'une nouvelle usine de 30 000 m2 près de Valence pour 2026[5],[6],[7].
- 2023 : Création du Fonds de dotation "Eugène et Marie FOURNIER"[8]

## Chiffres et données
En 2019, le groupe Fournier employait près de 1 250 salariés sur ses principaux sites de production autour d'Annecy, ainsi que 500 salariés supplémentaires dans toute la France pour ses succursales SoCoo'c et plus de 160 personnes pour les succursales Mobalpa.[réf. nécessaire]